# Druga posada
Druga posada je hrvatski pop-rock sastav iz Splita.

## Povijest
Osnovana je 2006. godine.
Osnovao ju je Silvio Marinković. Prvi sastav bio je Nino Treskavica (vokal), Damir Matković (klavijature), Hrvoje Bandić(gitara), Duje Čoko (bas gitara), Silvio Marinković (bubnjevi/autor). Šesti član bi je sveprisutni Ivica Radeljić koji je snimao i producirao sve demosnimke. Koncem 2006. ušli su u studio i snimili 5 pjesama, od kojih je skladba Trag 2007. bila prva s kojom su izašli u javnost. Bilo je to na Marko Polo festu u Korčuli. Kako je osnovana klapa sv. Florijan koja je uspjela, a čiji je član bio i član Druge posade Nino Treskavica time zadobio mnoštvo obveza i nastupa, Druga posada je neko vrijeme stagnirala u radu, te su basist, klavijaturist i gitarist otišli svirati u druge sastave. Želeći ipak očuvati kontinuitet rada sastava, Ivica Radeljić se prihvatio gitare i bas-gitare te u kućnoj produkciji snimio još 4 demopjesme. Silvio Marinković je na bubnjevima i autor pjesama. 14. listopada 2011. Ivica Radeljić tragično je poginuo u prometnoj nesreći vozeći se na biciklu između Žrnovnice i Srinjina. Smanjenjen Ninova rada s klapom, Druga posada opet se je okupila poslije Radeljićeve smrti u sastavu njegovih prijatelja: Nino Treskavica (vokal/autor), Duje Čoko(bas gitara), Marin Čoko(gitara), Silvio Marinković (bubnjevi/autor). Kao peti član pridružio se je Kažimir Cukar na akustičnoj gitari te se počinje sa snimanjem pjesama za album u čast Ivici Radeljiću. U spomen na Ivicu Radeljića, na nadnevak njegove smrti 14. listopada 2012. održali su memorijal Ivica Radeljić u splitskom klubu O' Hara s 9 splitskih sastava, a najavili su da planiraju memorijal planiramo sljedećih godina da bi postao tradicija da se ne zaboravi naš prijatelj i osoba dobra srca. Dvije su skladbe snimili u studiju Deva u Splitu te su u istom studiju trebali snimiti još dvije pjesme. Jedna od pjesama na albumu je Trag, jedini završeni glazbeni trag kojeg je Ivica ostavio u Drugoj posadi. Radili su rujna 2013. na dvije nove pjesme i uskoro su opet ušli u studio.
Sastav se opet okupio 2014. te je nakon toga snimio pjesme Turska sapunica, Pogledaj me i Sanjam te, za koju je spot snimio i režirao Marin Čoko. Treći spot je za skladbu Turska sapunica (kamera: Igor Jakšić, Ante Marić i Marin Čoko, redatelj i montažer: Marin Čoko). Album prvijenac na kojem rade posvetili su tragično preminulom članu benda Ivici Radeljiću.

## Članovi
Članovi su Marin Čoko (električna gitara), Duje Čoko (bas gitara), Kažimir Cukar (akustična gitara), Silvio Marinković (bubnjevi) i Nino Treskavica (vokal). U sastavu je svirao nekad i Ivica Radeljić, koji je tragično preminuo. Nino Treskavica je član klape Klape Sveti Florijan.

## Vanjske poveznice
- Druga posada na Facebooku
- Druga posada na YouTubeu
- Druga posada na YouTubeu
- Vezane vijesti: Druga posada Croatia Records